# Giovan Battista Bellaso
Giovan Battista Bellaso (Brescia, 1505 – ...) è stato un crittografo italiano.
È stato uno studioso nell'ambito della crittologia.

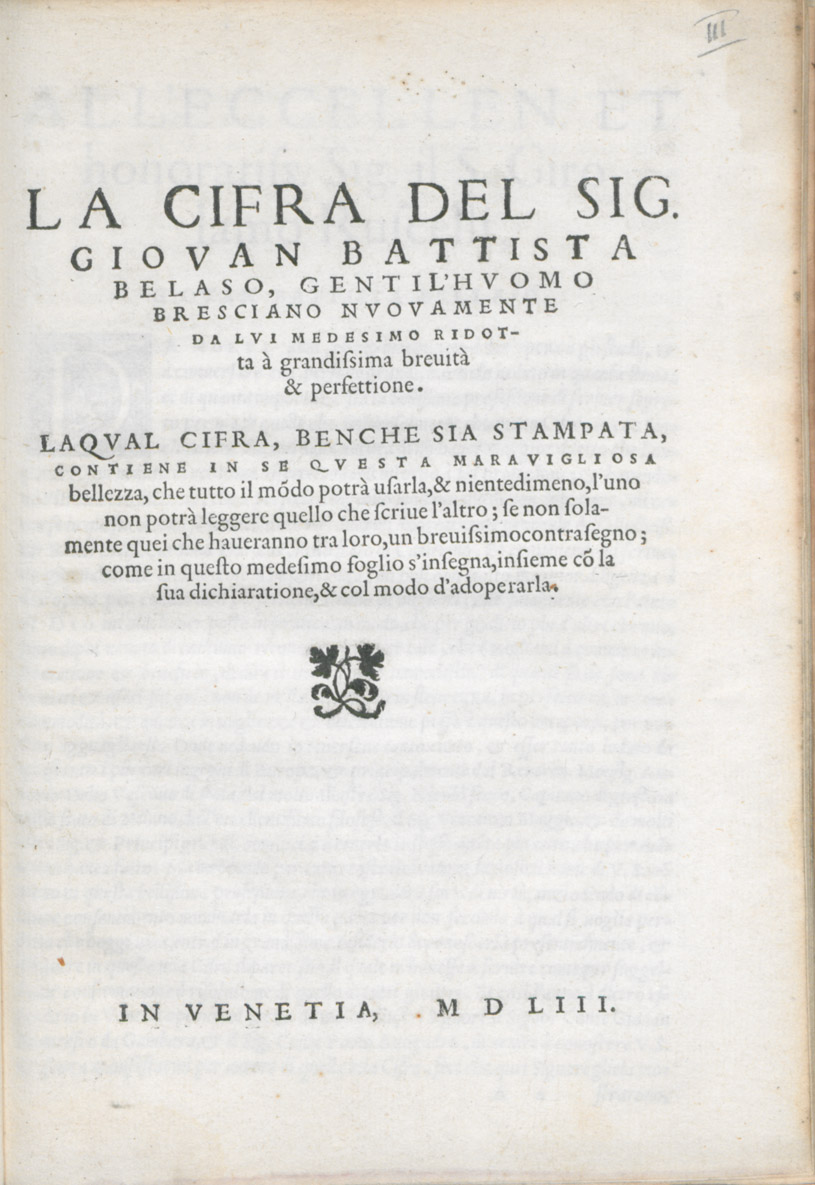
La cifra, 1553

## Biografia
Le notizie sulla vita di Giovan Battista Bellaso sono scarse e i suoi meriti in campo crittografico altrettanto misconosciuti. La sua origine familiare è riportata in maniera sommaria e contraddittoria da diverse fonti derivate da descrizioni seicentesche non accurate.
Risalendo alle “polizze di estimo” esistenti nell'archivio Storico Cittadino di Brescia si evince che Giovan Battista Bellaso di Piervincenzo ed Elisabetta ebbe i natali nel 1505, in un'antica e nobile famiglia bresciana abitante nella V quadra di San Giovanni e con importanti proprietà terriere in località Fenili Belasi, con una cappella ancora esistente e cappellano stipendiato.

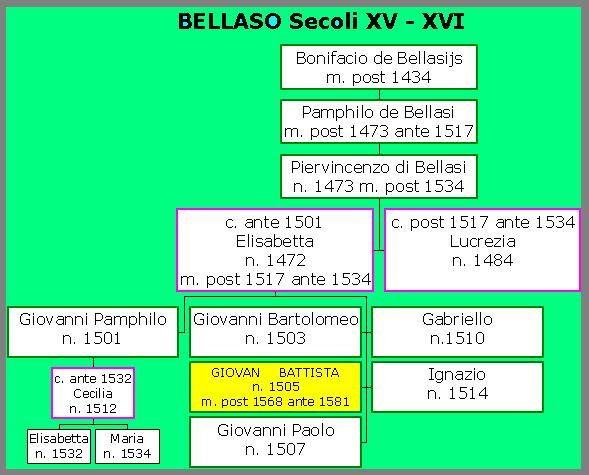
Genealogia di Giovan Battista Bellaso

Negli Acta dell'Università di Padova è poi registrata la sua presenza come studente nel 1537 e come laureato in diritto civile nel 1538. Una fonte non controllata lo dà deceduto a Roma dopo una vita avventurosa.
Uomo portato alla ricerca, interessato alle matematiche, il Bellaso si occupa di scritture segrete in un'epoca in cui quest'arte gode di gran favore presso tutte le corti italiane e in primis presso la curia romana. Bellaso era uno dei tanti segretari che un po' per passione e un po' per necessità, sperimentavano nuovi sistemi di cifratura nella loro pratica quotidiana. È accaduto a lui di escogitarne uno che ha fatto epoca ed è stato considerato indecifrabile per quattro secoli.
Nel primo dei suoi tre opuscoli – il più raro e storicamente più importante – egli ci informa di avere avuto già molti anni di pratica al suo attivo allorché nel 1549/50, a Camerino, sostituiva negli affari di stato il cardinale Duranti, mentre questi era occupato a Roma per un conclave.
Oltre a queste notizie autobiografiche, disponiamo di un paio di brevi passaggi in cui il Bellaso è citato dai suoi contemporanei. Il diplomatico francese Blaise de Vigenère lo ricorda al seguito del cardinale Rodolfo Pio di Carpi nell'anno 1549 e gli attribuisce l'invenzione della cifra polialfabetica con chiave letterale, se non addirittura della tabella reciproca oggi conosciuta come la tavola del Della Porta. Sarà appunto il Bellaso che, nel 1564, accuserà il Della Porta di plagio per aver stampato la tavola reciproca senza citarlo come vero inventore.
Il riferimento al servizio presso il cardinale Pio, ripetuto in tutte le voci di enciclopedia e in tutte le biografie, è però in contrasto con quanto riferitoci dal Bellaso stesso nel suo opuscolo del 1553. Potrebbe trattarsi di un precedente incarico, ma sembra strano che fra tanti nomi illustri citati, egli si sia dimenticato di menzionare il cardinale Pio, personaggio importante che condivideva con lui la passione per la sperimentazione scientifica e per la crittografia.

## Opere
La cifra polialfabetica con alfabeti mischiati, frequentemente alternati in maniera capricciosa per mezzo di un disco cifrante è da attribuirsi a Leon Battista Alberti, che la descrisse nel suo famoso trattato del 1466.
Questa geniale invenzione, che gli fruttò l'appellativo di padre della crittologia occidentale, ha un limite nella necessità, da parte del cifratore, di indicare nello stesso corpo del crittogramma le lettere di riferimento che determinano lo scorrimento dell'alfabeto cifrante rispetto a quello chiaro.
Fu il Bellaso che propose per primo di individuare la serie degli alfabeti messi in gioco per mezzo di un versetto convenuto, oltre ad insegnare vari modi per formare alfabeti cifranti mischiati allo scopo di liberare i corrispondenti dalla necessità di scambiarsi dischi o tabelle precompilate.
Il 21 luglio 1553 vide dunque la luce in Venezia La cifra del Sig. Giovan Battista Belaso, gentil'huomo bresciano, nuovamente da lui medesimo ridotta à grandissima breuità & perfettione, dedicata al poligrafo Girolamo Ruscelli.

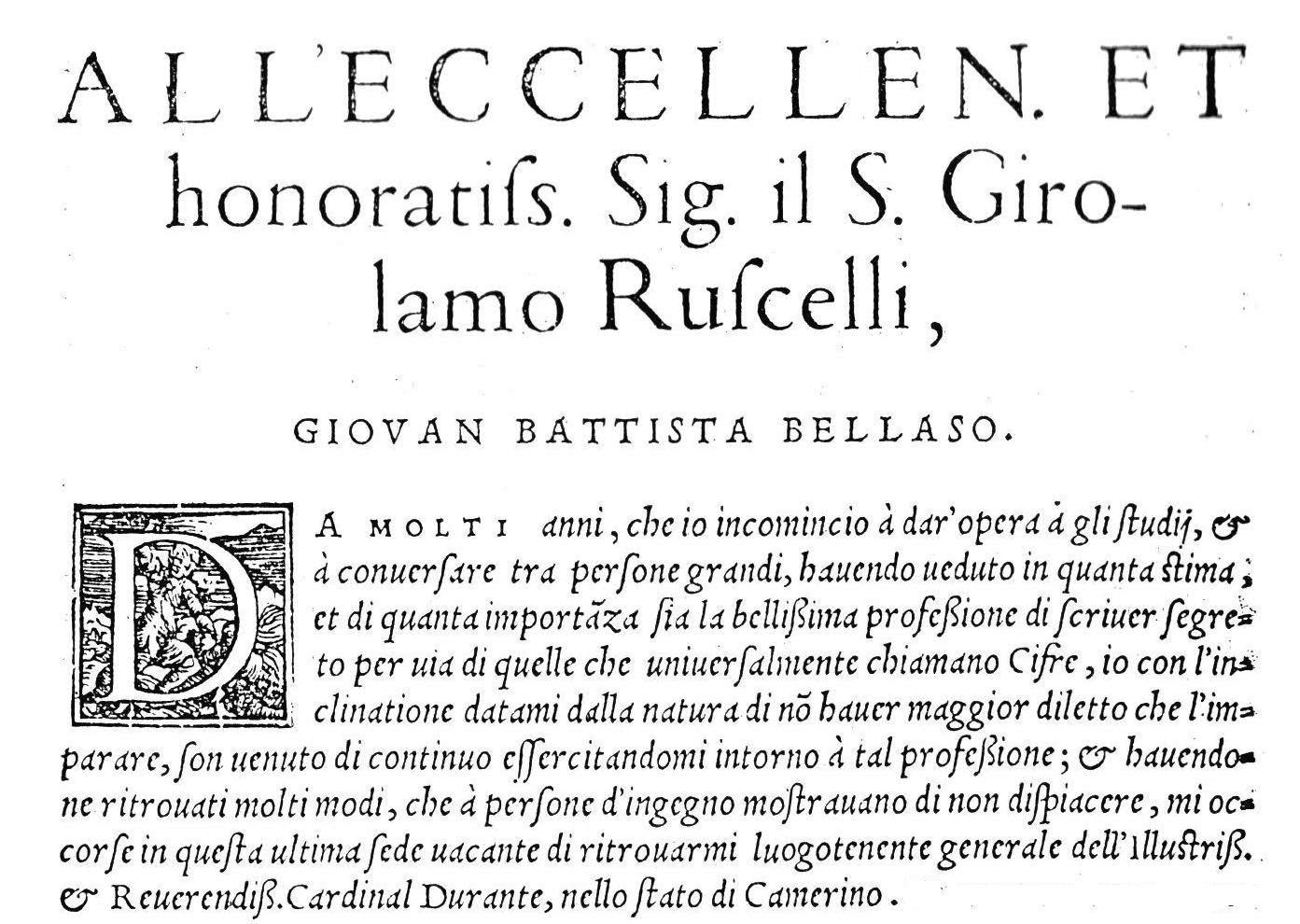
Lettera dedicatoria. Da: La cifra del Sig. Giovan Battista Belaso... Venetia 1553

Un refuso nel frontespizio di questo opuscolo, mai più ripetuto in seguito, porta il nome Belaso e non Bellaso, e questo ha fatto sì che molti biografi e catalogatori l'abbiano citato e schedato in maniera erronea.
Vi si trova la tavola reciproca formata scorrendo la metà inferiore dell'alfabeto di un numero apparentemente irregolare di posti rispetto alla parte superiore.
La cifratura avviene mediante l'uso di un versetto convenuto fra i due corrispondenti, chiamato contrassegno, che viene sovrapposto al testo da cifrare. Facendo riferimento alla tavola, si sostituisce alla lettera del chiaro quella che le è sovrapposta o sottoposta nell'alfabeto identificato dalla lettera (maiuscola) del contrassegno:
contrassegno: VIRTVTIOMNIAPARENTVIRTVTIOMNIAPARENTVI
testo chiaro: larmataturchescapartiraacinquediluglio
testo cifrato: fyboueyldanuofszlpiincupnshmlrnxoiznrd

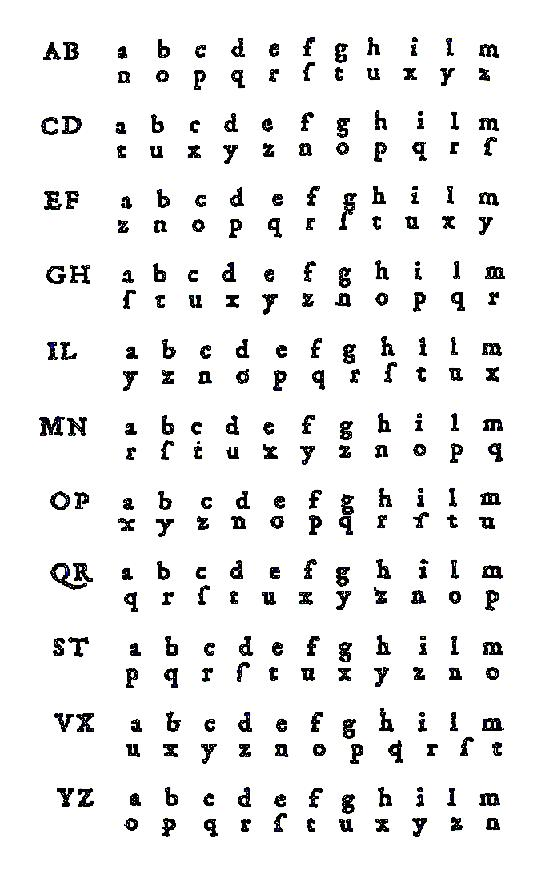
La tavola ad alfabeti reciproci semplici. Da: La cifra del Sig. Giovan Battista Belaso... Venetia 1553

La decifrazione avviene nella stessa maniera. Questo tipo di cifratura è chiaramente polialfabetico, eseguito lettera per lettera e con verme letterale. A differenza della cifra di Leon Battista Alberti, il sistema è ancora strettamente periodico, anche se l'uso di uno o più versetti lo renderebbe sufficientemente sicuro, pur in presenza di una tabella di pubblico dominio.
Il secondo volumetto: Novi et singolari modi di cifrare de l'eccellente dottore di legge Messer Giovan Battista Bellaso nobile bresciano… Stampati per Lodovico Britannico in Brescia. 20 decembre 1555, è una continuazione del primo e contiene una tavola compilata spostando metà dell'alfabeto in modo regolare, ma gli alfabeti e la sequenza delle lettere indicatrici sono mischiati per mezzo di una parola chiave concordata, che può essere diversa per ciascun corrispondente.
Nel 1564 appare in Brescia, per i tipi di Giacomo Britannico il Giovane, Il vero modo di scrivere in Cifra con facilità, prestezza, et securezza di Misser Giovan Battista Bellaso, gentil'huomo bresciano, con dedica al cardinale Alessandro Farnese.
Questo trattato è il riepilogo e la logica continuazione di entrambi i lavori precedenti. Gli alfabeti che formano queste tavole sono generati mnemonicamente per mezzo di una breve parola chiave anche incoerente. La cifratura può essere eseguita parola per parola o una lettera per volta, con o senza lettere indicatrici e la aperiodicità è incrementata.

### Edizioni
- La cifra, Venezia, 1553.
- (LA) Novi et singolari modi di cifrare, Brescia, Lodovico Britannico (1.), 1555.
- Il vero modo di scrivere in Cifra con facilità, prestezza, et securezza di Misser Giovan Battista Bellaso, gentil'huomo bresciano, Brescia, 1564.

## Primati
Sebbene il Bellaso paia ignorare l'Alberti e il Tritemio, la sua cifra polialfabetica con alfabeti mischiati e chiave, sia periodica che aperiodica, è la felice sintesi di concetti esposti dai suoi predecessori, anche se rimasti di fatto inutilizzati sino ad allora. Il concetto di parola chiave è in ogni caso suo esclusivo.
Gli alfabeti reciproci sono ovviamente più deboli degli alfabeti completamente mischiati dell'Alberti, comunque i lunghi vermi di cifratura e l'aperiodicità possono rendere il lavoro di decrittazione veramente difficile, come si potrebbe constatare provando a risolvere gli esercizi proposti nei suoi opuscoli dal Bellaso. Il suo sistema autocifrante può considerarsi superiore a quello attribuito al Vigenère per la semplice ragione che la scelta dell'alfabeto, in parte con il testo chiaro e in parte progressivamente, interrompe la “catena” regolare che è tipica di quel sistema.
Si è detto che il Bellaso abbia anticipato la scoperta della legge sull'isocronia della caduta dei gravi di Galileo Galilei, scrivendo nel suo trattato del 1564: «La ragione perché lassando cadere da alto à basso due palle, una di ferro, & l'altra di legno, così presto cada in terra quella di legno, como quella di ferro».
Questo è uno dei quesiti forniti come spunto per la soluzione dei sette crittogrammi proposti al lettore e la cui soluzione dovrebbe contenere la spiegazione dell'enunciazione data in chiaro.